# ВО-3 «Турів»

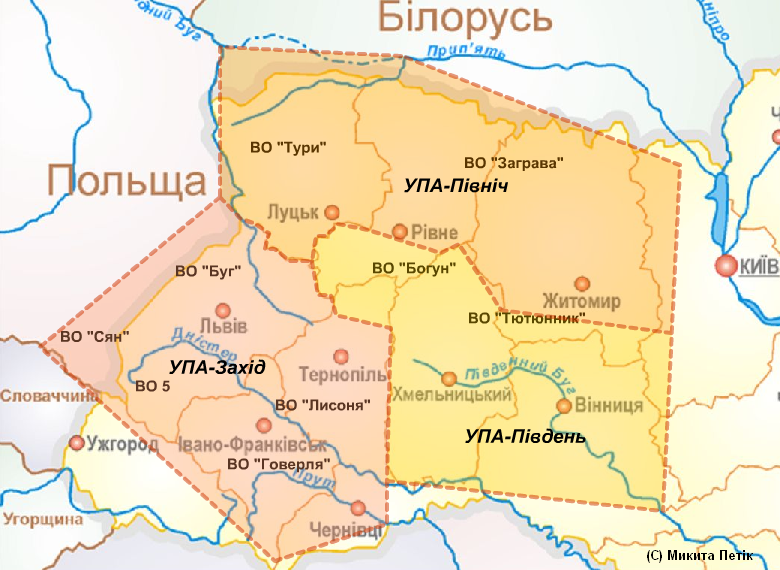
Територіальна структура УПА, 1944 рік

Воєнна округа (ВО) «Турів» — оперативно-стратегічне об'єднання частин Української Повстанської Армії у складі групи УПА-Північ на території Луччини, Володимирщини і Ковельщини, а також район Кобрин — Берестя.
Командири округи: «Олег» (Якимчук Микола); «Рудий» (Стельмащук Юрій) (з листопада 1943); «Кайдаш» (Стельмащук Юрій) (з березня 1944 — полон 27.01.1945)

Заступники командира: «Вовчак» (Шум Олекса)

Начальники штабу: ? май. «Богун»; «Вовчак» (Шум Олекса) (осінь 1943 — †20.03.1944); «Голубенко» (Громадюк Олексій)(09.1944 — †27.12.1944); «Яровенко» (з 27.12.1944)

## Історія
У другій половині 1944 року групи «Заграва», «Тютюнник» і «Турів» реорганізовані в два з'єднання груп (ЗГ): «33» («Завихост») і «44» («ЗГ», «444»).

## Структура

### За даними Петра Содоля
Загін «Озеро» (Ковель) — к-р «Рудий» (Стельмащук Юрій), к-р «Вовчак» (Шум Олекса) († 20.03.1944):

- 1-й курінь — кур. «Назар» (Климук-Крига)
- 2-й курінь «Буг» — кур. «Павлюк» (Іван Климчак)
- 3-й курінь — кур. «Голубенко» (Громадюк Олексій)

Загін «Котловина» (Луцьк) — кр. «Рубашенко» (Коваль Степан)

- 4-й курінь «ім. Коновальця» — кур. «Рибак»
- 5-й курінь «ім. Хмельницького» — кур. «Орел»
- 6-й курінь «Погром» — кур. «Мороз»

Загін ім. Богуна (Володимир-Волинський) — кр. «Лівар» (до 11.1943), кр. «Сосенко» (Порфир Антонюк) (11.1943-01.1944)
к-р «Острізький» (Громадюк Олексій)(з 02.1944)
- 7-й курінь «ім. Святослава» — кур. «Мирон», кур. «Бескид»
- 8-й курінь «ім. Сагайдачного» — кур. «Вітер», кур. «Остап» (Брись Олексій) (полон 02.1944)
- 9-й курінь «ім. Хмельницького»? — кур. «Голуб»?
- Азербайджанський курінь

### За даними Петра Мірчука
Загін «ім. Богуна»— командир: полковник «Остріжський»
- Курінь «Щуки»,
- Курінь «Назара-Криги»,
- Курінь «Ярока»,
- Курінь «Ливара».

Загін «Помста Полісся»— командир: Грацюк Григорій («Верховинець»)
- Курінь "«Голобенка»,
- Курінь «Яреми»,
- Курінь «Юрка».

Загін «ім. Наливайка» — командир: Н.
- Курінь «Орли» — командир: «Код»,
- Курінь «Мухи»,
- Курінь «Грома»,
- Курінь «Кубіка»,
- Курінь «Остапа»

Курені окремих доручень:
- Курінь «Базаренка»,
- Курінь «Берези»,
- Курінь «Сокола».

### За даними Сергія Яременка
На кінець 1943 року на території теперішньої Волинської області (крім частини Луцького і Ківерцівського районів) діяла група, а згодом ВО «Турів».
Групу «Турів» очолював Юрій Стельмащук («Рудий», «Кайдаш»); шефом військового штабу (ШВШ) був Олексій Шум («Вовчак»), політвиховник (пвх) — «Хмурий».
Організаційно група складалась з окружного штабу, груп організаційної, служби безпеки (СБ) (А.Козяр — «Володимир»), пропаганди, Українського Червоного Хреста (УЧХ)(«Верба»).

### Станом на кінець 1943
Округу були підпорядковані загони:
- «ім. Івана Богуна» або «Богун» — командири: Порфир Антонюк («Кліщ», «Сосенко») (арешт СБ 02.1944; † 7.03.1944), Олексій Громадюк («Остріжський», «Голобенко») (02.1944 — 09.1944);
- «Пилявці» — командир: Іван Климчак («Лисий», «Павлюк»);
- «Полтавський» — командир: Климук («Назар Крига», «Крига»).
- «Котловина» — командир: Степан Коваль («Рубащенко»),
- «Помста Полісся» — командир: Грацюк Григорій («Верховинець»);
- «Озеро» — командир: Олекса Шум («Вовчак»);
- окружна база Запілля «Січ», Штаб ВО «Турів» спочатку знаходився у Скулинських лісах (урочище Смолянка) під Ковелем. Там же розміщувалась сотня «Мазепи», до складу якої входила так звана «золота рота», яка охороняла відділи штабу. Тут же розміщувались підстаршинська школа, шпиталь, фельдшерсько-медична школа.

## Чисельність в 1944 році
Кандидат історичних наук, працівник Інституту української археографії та джерелознавства НАН України Володимир Ковальчук з посиланням на архівний документ, вилучений після смерті 12 лютого 1945 року з торби командира УПА-Північ Дмитра Клячківського («Клим Савур»), наводить наступну чисельність окремих підрозділів, що знаходились в окремі періоди 1944 року у підпорядкуванні командувача групою ВО-3 «Турів» Юрія Стельмащука («Рудий»):
| Командир               | Підрозділ        | Під час переходу німецько-радянської лінії фронту (січень-лютий 1944 року) | Під час переходу німецько-радянської лінії фронту (січень-лютий 1944 року) | До часу «великої акції» | До часу «великої акції» | У вересні 1944 року | У вересні 1944 року |
| Командир               | Підрозділ        | Сотень                                                                     | Бійців                                                                     | Сотень                  | Бійців                  | Сотень              | Бійців              |
| ---------------------- | ---------------- | -------------------------------------------------------------------------- | -------------------------------------------------------------------------- | ----------------------- | ----------------------- | ------------------- | ------------------- |
| «Назар»                | 1-й курінь       | 3                                                                          | 360                                                                        | 4                       | 480                     | 2                   | 240                 |
| «Лисий»                | 2-й курінь «Буг» | 3                                                                          | 360                                                                        | 4                       | 480                     | 2                   | 240                 |
| «Вовчак»               |                  | 3                                                                          | 360                                                                        | —                       | —                       | —                   | -                   |
| «Сосенко»              |                  | 5                                                                          | 600                                                                        | —                       | —                       | —                   | -                   |
| «Остріжський»          | Загін ім. Богуна | —                                                                          | —                                                                          | 6                       | 720                     | 3                   | 360                 |
| «Кубік»                |                  | —                                                                          | —                                                                          | —                       | —                       | 1                   | 120                 |
| «Орлик» (Василь Горун) |                  | —                                                                          | —                                                                          | —                       | —                       | 1                   | 120                 |
| Разом                  | Разом            | 14                                                                         | 1680                                                                       | 14                      | 1680                    | 9                   | 1080                |

Дослідникам не вдалося однозначно встановити, що розумілося під «великою акцією», проте це могли бути події квітня 1944 року (бій під Гурбами або ж підготовка до Холодноярського повстання на Наддніпрянській Україні).